# Валбона (Бергамо)
Валбона (итал. Valbona) је насеље у Италији у округу Бергамо, региону Ломбардија.
Према процени из 2011. у насељу је живело 38 становника. Насеље се налази на надморској висини од 301 м.